# Gail Carson Levine
Gail Carson Levine (New York, 17 settembre 1947) è una scrittrice statunitense.
Ha pubblicato il suo primo libro per ragazzi nel 1997 e, oltre a scrivere, dirige un'associazione che soccorre persone bisognose e senzatetto, aiutandoli a trovare casa e lavoro.

## Infanzia e adolescenza
Gail Carson Levine dà il merito della sua creatività ai genitori David e Sylvia. Suo padre era il proprietario di uno studio d'arte e sua madre era un'insegnante che amava scrivere racconti e sceneggiature che faceva interpretare ai suoi studenti. Sua sorella Rani insegna disegno e pittura e le sue opere sono state esibite sia negli U.S.A. sia in Jamaica. Anche Gail amava il disegno e l'arte in generale, ma seguendo un corso di illustrazioni per libri per l'infanzia si rese conto che la sua vocazione era quella per la scrittura.